# RPK-74
RPK-74(러시아어: Ручной пулемёт Калашникова образца 1974 года, РПК-74)는 1974년에 소련이 AK-74와 함께 내놓은 경기관총으로, AKM의 경험을 반영해 5.45×39mm 중간탄약을 위해 AK-74를 개조한 것이다. RPK-74는 AK-74와 호환 가능한 45발들이 철제/중합체 탄창을 사용하며 스트리퍼 클립으로 장전되도록 설계되었다. 소련을 비롯한 동구권 국가들과 제3세계 국가들에 다수 수출되었으며, RPKS-74와 RPK-74M이 파생형이다. RPKS-74는 RPK의 접이식 목재 개머리판을 차용한 RPK-74의 공수용 파생형이고, RPK-74M은 1990년대부터 개발된 RPK-74의 현대화 프로그램의 결과다. 이 외에도 야간전투를 위해 개발된 RPK-74N과 RPKS-74N도 있다.

## 같이 보기
- RPD
- RPK